# Lehigh (Oklahoma)
Lehigh é uma cidade localizada no estado norte-americano de Oklahoma, no Condado de Coal.

## Demografia
Segundo o censo norte-americano de 2000, a sua população era de 315 habitantes.
Em 2006, foi estimada uma população de 295, um decréscimo de 20 (-6.3%).

## Geografia
De acordo com o United States Census Bureau tem uma área de
4,2 km², dos quais 4,1 km² cobertos por terra e 0,1 km² cobertos por água. Lehigh localiza-se a aproximadamente 189 m acima do nível do mar.

## Localidades na vizinhança
O diagrama seguinte representa as localidades num raio de 20 km ao redor de Lehigh.